# Alas (Verwaltungsamt)
| \| \| |
|       |

|  |

Alas ist ein osttimoresisches Verwaltungsamt (portugiesisch Posto Administrativo) in der Gemeinde Manufahi. Der Sitz der Verwaltung befindet sich im Suco Maha-Quidan im Ort Alas.

## Geographie

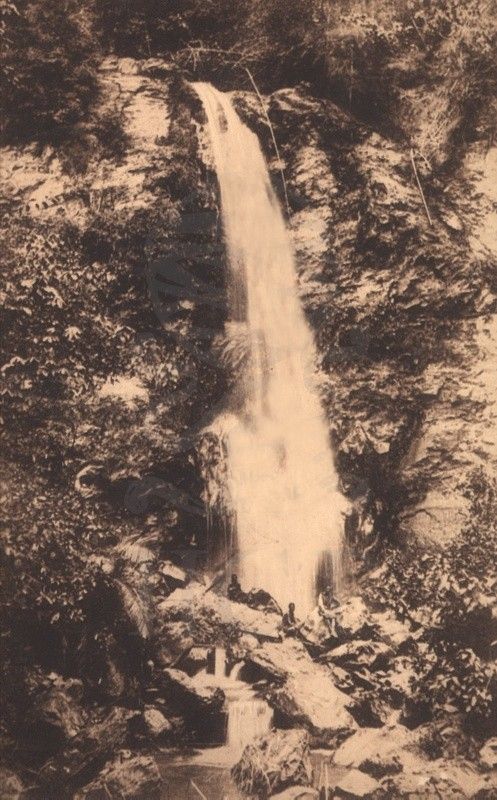
Wasserfall in Alas (erste Hälfte des 20. Jhdt.)

Bis 2014 wurden die Verwaltungsämter noch als Subdistrikte bezeichnet. Vor der Gebietsreform 2015 hatte Alas eine Fläche von 406,96 km². Nun sind es 406,44 km².
Alas teilt sich in fünf Sucos: Aituha, Dotik (Dotic), Maha-Quidan, Taitudac und Uma Berloic (Uma Berloik). Der Südliche Lacló, der durch die Ebene von Alas fließt und hier in die Timorsee mündet, ist der größte Fluss von Manufahi. Im Zentrum von Alas, östlich des Ortes Alas, bildet er bei einem Zufluss einen großen See mit mehreren Inseln. Einen Großteil der Ostgrenze zum Verwaltungsamt Fatuberlio, der sich bis nördlich von Alas ausdehnt, folgt der Clerec. Kurz vor seiner Mündung bildet er die Lagoa Mapliu. Beidseitig von Lacló und Clerec finden sich im Mündungsgebiet eine Vielzahl weiterer Lagunen. Etwas östlich von der Mündung des Quelun, von dem westlich das Verwaltungsamt Same liegt, befindet sich das Kap Ponta Metibot, der südlichste Punkt von Alas.

Klimadaten
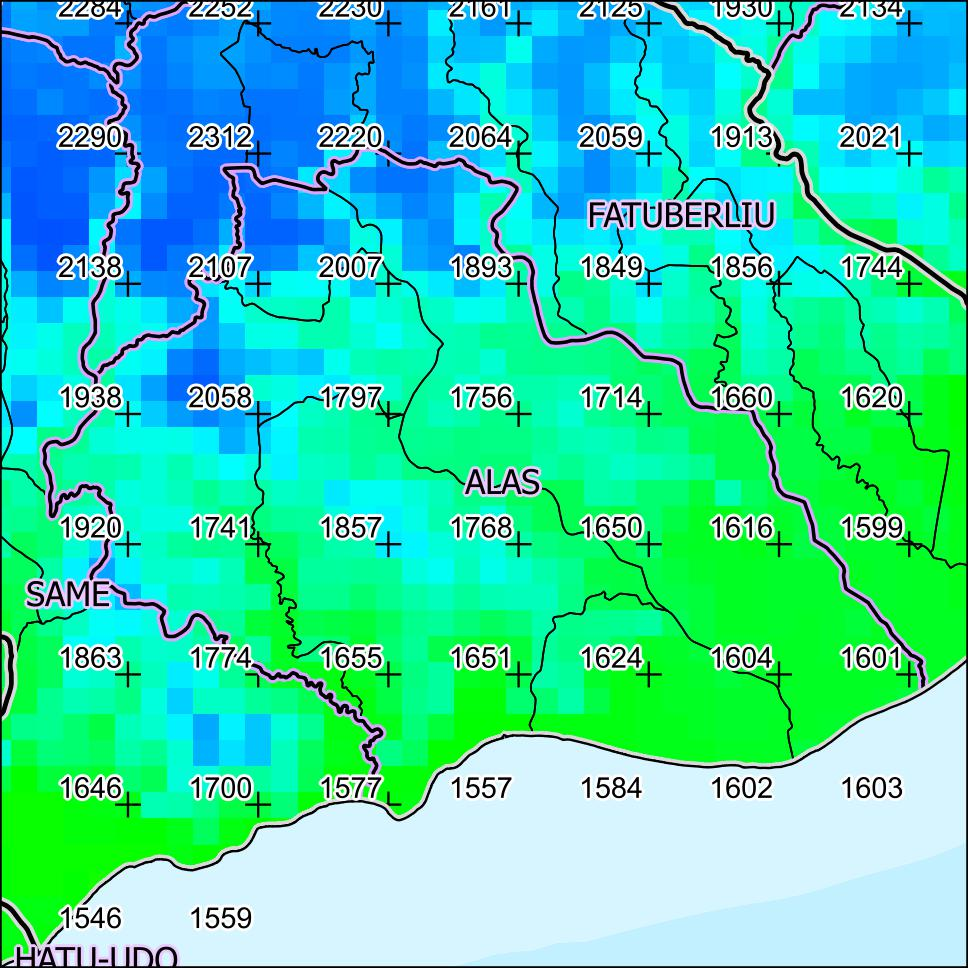
Jährliche Niederschlagsmenge (2000)
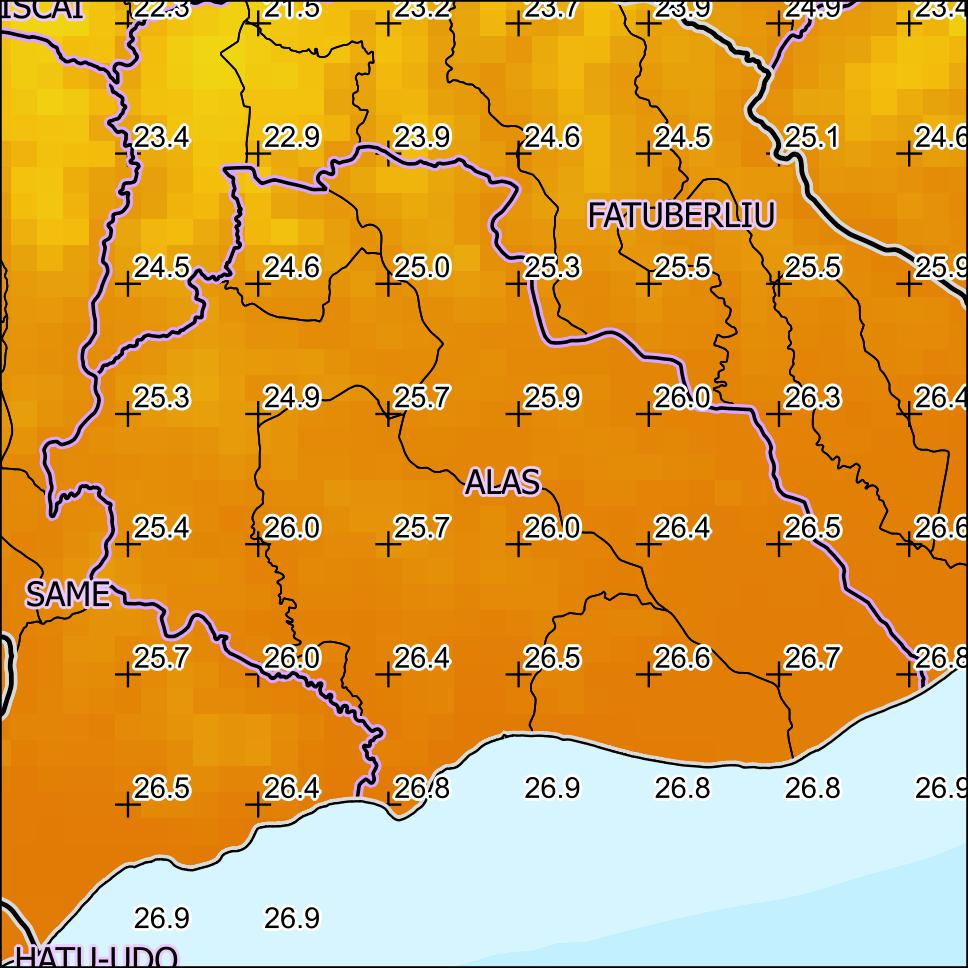
Jahresdurchschnitts-temperatur (2000)

## Einwohner
Alas hat 9.532 Einwohner (2022), davon sind 5.011 Männer und 4.521 Frauen. Im Verwaltungsamt gibt es 1.625 Haushalte. Die größte Sprachgruppe bilden die Sprecher des Tetum Terik, eines Dialekts der Amtssprache Tetum. Der Altersdurchschnitt beträgt 17,5 Jahre (2010, 2004: 17,4 Jahre).

## Geschichte

### Reich von Alas

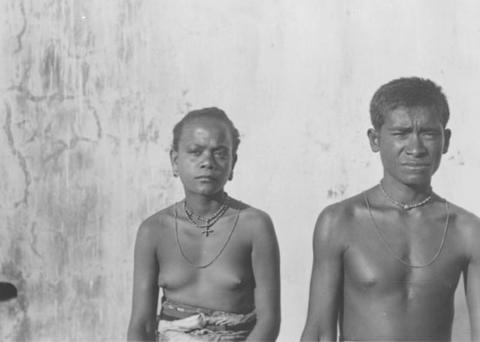
„Ein Paar von Tetum-Sprechern aus Alas“, Álbum Fontoura, vor 1940

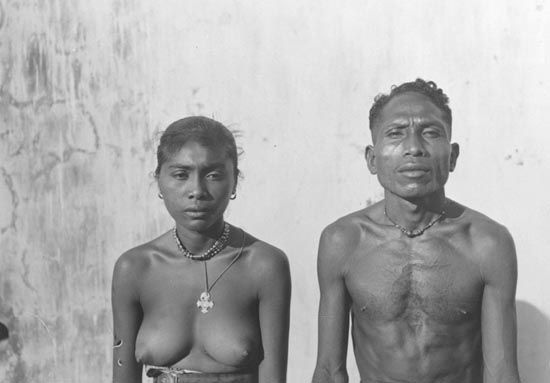
„Ein Paar von Lakalei-Sprechern aus Alas“, Álbum Fontoura, vor 1940

Alas war eines der traditionellen Reiche Timors, die von einem Liurai regiert wurden. Es erscheint auf einer Liste von Afonso de Castro, einem ehemaligen Gouverneur von Portugiesisch-Timor, der im Jahre 1868 47 Reiche aufführte. Dem Dominikaner Manuel de Santo António gelang um 1700 die Bekehrung vom Liurai von Alas. 1761/62 war Dom José, der Liurai von Alas Teil des Regierungsrats der Kolonie, der nach der Vertreibung von Gouverneur Sebastião de Azevedo e Brito die Geschicke Portugiesisch-Timors lenkte. Allerdings kam Dom José dabei ums Leben.
Während der Rebellion in Cová (1868 bis 1871) unterstützte Alas die portugiesische Kolonialmacht mit eigenen Kriegern. Bei der Rebellion von Manufahi (1911/1912) stand Alas aber auf Seiten der Aufständischen. Der Liurai Dom Januário kam bei den Kämpfen 1912 ums Leben. Als Nachfolger wurde Carlos Borromeu Duarte, Sohn des Liurais von Deribate im heutigen Hatulia, von den Portugiesen eingesetzt. Er wurde 1945 von den Japanern während der Besatzung Timors ermordet. Seine Witwe Maria Borromeu Duarte übernahm die Herrschaft, bis 1952 Januário da Costa Franco, Urgroßneffe von Dom Carlos und Verwaltungsangestellter in Maubisse, neuer Liurai wurde. José Borromeu Duarte, der Sohn von Dom Carlos, folgte 1974 als Liurai. Sein Bruder Alexandrino Borromeo war während der indonesischen Besetzung von Mai 1976 bis 1985 Regierungspräsident (Bupati) von Manufahi. Dessen Sohn Carlos Boromeu Duarte wurde 1997 Liurai von Alas. Carlos musste aber während der Krise in Osttimor 1999 nach Westtimor fliehen. Nach der Unabhängigkeit Osttimors wurde seine ältere Schwester Alexandrina Borromeu Duarte 2002 von José Borromeu Duarte und dem Lian Nain zur neuen Liurai gekürt. Sie hatte von 1996 an die Besetzung mit ihren Kindern und Mann, einem portugiesischen Zollbeamten, in Portugal verbracht. Die Krönung Alexandrinas fand erst 2009 statt.
Herrscher von Alas
- Dom Miguel Tavares (1703–1726)
- Dom Miguel da Silva (1730–1731)

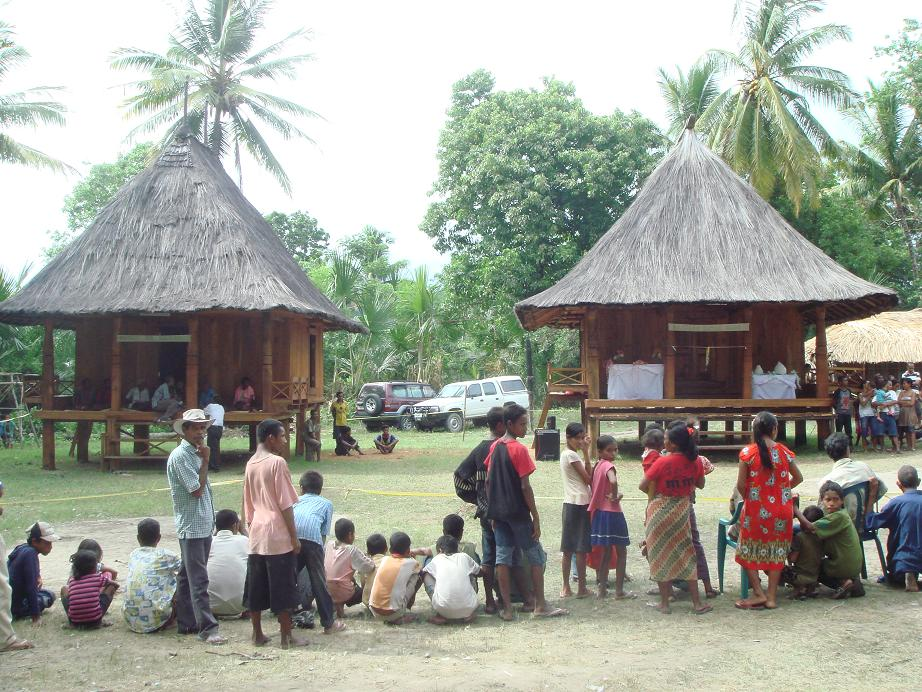
Uma Lulik des Herrscherclans von Alas

- Dom José Rodrigues Pereira (1760–1762)
- Dom Bernardo Pinto da Costa (etwa 1769)
- Dona Liberata da Costa (1815)
- Dona Guiomar da Costa Pinto (1854)
- Dom Bernardo Doutel Sarmento (1874)
- Dom Sebastião Macedo da Costa (1885)
- Dom Januário (?–1912)
- Dom Carlos Borromeu Duarte (1912–1945) (Sohn von Dom José von Deribate)
- Dona Maria Borromeu Duarte (1945–1952) (Witwe; Tochter von Dom Afonso von Bibissuço)
- Dom Januário da Costa Franco (1952–1973) (Urgroßneffe von Dom José von Deribate)
- Dom José Borromeu Duarte (1974–1997) (Sohn von Dom Carlos Borromeu Duarte)
- Carlos Boromeu Duarte (1997–1999) (Neffe)
- Alexandrina Borromeu Duarte (seit 2002) (Schwester des Vorgängers)

### Schlacht um Timor
In den 1940er-Jahren war Alas ein Marktflecken mit einer Missionsstation, einer kleinen, weißen Kirche auf einem Hügel, Schule und Pfarrhaus. Der Militärposten und das Pfarrhaus bestanden aus Stein und hatten Dächer aus verzinktem Eisen. Entlang des kleinen Wasserlaufs des Seissara lagen zwischen dem Posten und dem Pfarrhaus gab es einige Kokosnussplantagen. Der knapp zwei Kilometer westlich vom Ort auf einer Anhöhe gelegene Militärposten wurde von australischen Soldaten während der Schlacht um Timor als Hauptquartier benutzt. Im August 1942 wurde er durch den Angriff von japanischen Flugzeugen beschädigt. Der Großteil der Bevölkerung verließ Alas wegen der japanischen Bombenangriffe. Ende September wurde auch das Hospital bombardiert, weil die Australier in der Nähe ihr Quartier aufgeschlagen hatten. Die Patienten mussten in die Büsche fliehen. Auch indonesisches Militär nutzte in der Besatzungszeit das Gebäude. Heute finden sich vom Militärposten nur noch ein großes Tor, einige Mauern und Stufen. Die Überwucherung durch die Vegetation wurde um 2022 beseitigt.

### Alas während der indonesischen Besetzung
Am 27. August 1975 töteten während des Bürgerkrieges Kämpfer der UDT beim Massaker von Wedauberek elf FRETILIN-Unterstützer im Suco Maha-Quidan. Die FRETILIN-Anhänger waren am 11. August gefangen genommen worden, einige gehörten der FRETILIN-Jugendorganisation UNETIM an. Als man erfuhr, dass Kämpfer der FRETILIN anrückten, brachte man die Gefangenen von Same zum Meti Oan und brachte sie dort um. Ein Opfer war Domingos Lobato, Präsident der UNETIM und Bruder von Nicolau und Rogério Lobato.
Alas war 1976 ein Rückzugsgebiet der FALINTIL, die gegen die indonesischen Invasoren kämpfte. Hier gründete sie die base de apoio Centro Sul, eine Widerstandsbasis, die Zuflucht für Flüchtlinge aus Manatuto, Same, Dili, Liquiçá, Ermera, Aileu und Ainaro bot. 1978 kamen weitere Flüchtlinge aus Turiscai dazu. Im August 1978 wurde die Basis von den Indonesiern angegriffen. Im Laufe der dreimonatigen Belagerung starben auch viele Zivilisten durch die Kampfhandlungen und durch Hunger. Tausende Osttimoresen mussten sich ergeben oder wurden gefangen genommen und in Militärcamps in Betano, Selihassan, Same, Uma Metan (deutsch Schwarzes Haus, ein temporäres Lager 400 Meter südlich von Alas) und Lebos (einem temporären Lager zwei Kilometer südwestlich von Alas) interniert. Ein weiteres „Umsiedlungslager“ befand sich in Besusu (Suco Uma Berloic). Die Internierten stammten auch aus anderen Regionen Osttimors, wie Same, Fatuberlio, Turiscai, Maubisse, Aileu, Soibada und Natarbora. Allein in Uma Metan lebten zeitweise 8000 Menschen. Die einzige Wasserstelle war 500 Meter entfernt und für jede Person gab es nur eine kleine Dose Mais pro Woche zum Essen. Das Camp zu verlassen, um nach Nahrung zu suchen oder Gärten anzulegen, war verboten. Fünf bis sechs Menschen starben pro Tag an Hunger, so eine Zeugenaussage. Andere litten an Krankheiten, wie Tuberkulose, Beriberi oder Durchfallerkrankungen. Medizinische Versorgung gab es nicht. Auch Exekutionen von am Widerstand Beteiligten waren üblich. Die Kranken starben. Auf Befehl der Soldaten bauten die Internierten eine Dorfhalle und eine Schule. In der Schule unterrichteten die Soldaten die indonesische Sprache. Allerdings war die Schule im Grunde nur für junge Frauen, so dass sie in der Realität schnell zu einem Zentrum der Vergewaltigung durch Armeeangehörige wurde. Nach Angaben Einheimischer sollen in Uma Metan etwa 2.000 Menschen in Massengräbern beerdigt sein. Uma Metan und Lebos waren auch wichtige Militärstützpunkte der Indonesier im Kampf gegen den Widerstand in den Bergen von Manufahi. Unter anderem waren hier Einheiten des Luftlandebataillon 700, der Bataillone 745 und 310 und der Spezialeinheit Kopassandha stationiert. Außerdem war Alas das Hauptquartier des Subdistrikt-Territorialkommandos (Koramil) und der Zivilverteidigung (Hansip).
1979 flohen die Menschen aus den noch unbesetzten Gebieten vor Angriffen der indonesischen Armee nach Sarin oder Turiscai, das sich nun schon in indonesischer Hand befand.
Zwischen 1970 und 1980 sank die Bevölkerungszahl in Alas von 5034 auf 3574 Einwohner um 29,0 %.
1981 wurden die Einwohner von Bubussuso und Fahinehan (Subdistrikt Fatuberlio) von den indonesischen Besatzern nach Dotik zwangsumgesiedelt. Für sie wurde der neue Ort Weberec gegründet. Die Menschen standen in Verdacht, die Widerstandskämpfer der FALINTIL mit Nahrungsmitteln zu versorgen. Da die Menschen aus Fatuberlio als Bergbewohner nur ihre fruchtbaren Felder gewohnt waren, hatten sie Schwierigkeiten im heißen, sumpfigen Flachland, was zu vielen Todesfällen führte.

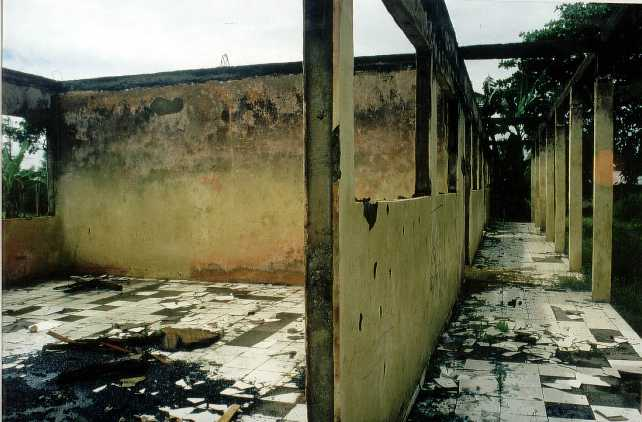
Von pro-indonesischen Milizen niedergebrannte Schule in Wecian (2000)

Am 9. November 1998 griffen FALINTIL-Kräfte unter dem Kommando von Jaime Ribeiro oder Cornélio da Conceição Gama (L7), entgegen der Anweisung von FALINTIL-Chef Xanana Gusmão, der in dieser Zeit der Verhandlungen Zurückhaltung bei militärischen Aktionen einforderte, das Koramil-Hauptquartier an. Dabei wurden drei indonesische Soldaten getötet, 13 gefangen genommen und 36 Gewehre erbeutet. Elf Soldaten wurden später freigelassen. Auch neun FALINTIL-Kämpfer kamen ums Leben. Die indonesische Armee antwortete bald mit Repressalien. Zwischen dem 10. und 16. November 1998 führten die Streitkräfte Indonesiens eine Strafaktion im Subdistrikt Alas durch. Erstmals beteiligte sich mit der ABLAI eine Miliz an den Vergeltungsmaßnahmen. Zu der Miliz gehörten viele lokale Regierungsbeamte. Am 13. November griff das indonesische Militär den Suco Taitudac an und nahm Vicente Xavier, den Dorfchef und vier weitere Personen fest. Sie wurden nach Barique gebracht und dort hingerichtet. Der Kommandeur der indonesischen Truppen in Osttimor erklärte, der Dorfchef sei der führende Kopf hinter der FALINTIL-Aktion gewesen. Miliz und Armee stürmten die Kirche von Alas und verprügelten die Menschen dort.
Am 15. November wurde das Dorf Turin und erneut Taitudac vom indonesischen Militär angegriffen. Zwei Nichten von Vicente Xavier, beides Teenager, wurden festgenommen und im militärischen Hauptquartier des damaligen Distrikts in Same in Einzelhaft arrestiert. Elf weitere Menschen wurden am 16. November von Kopassus in den Sucos Taitudac und Betano verhaftet. Es kam zu Folterungen und sexuellen Übergriffen auf die Gefangenen. Auch in Aituha wurden Häuser niedergebrannt. Viele Bewohner der angegriffenen Dörfer flohen in die Wälder oder suchten Zuflucht in katholischen Gemeindehäusern. Die Zurückgebliebenen mussten mit Nahrungs- und Wasserknappheit kämpfen, da die Indonesier die Wasserleitung zerstört hatten. Insgesamt wurden etwa 50 Einwohner des Subdistrikts exekutiert und 30 weitere verhaftet.
In Osttimors Hauptstadt Dili kam es aufgrund der Vorfälle zu Protesten. Studenten besetzten das Gebäude des Regionalparlaments und forderten eine offizielle Untersuchung. Eine Gruppe aus Studenten, ausländischen Journalisten, Kirchen- und Menschenrechtsvertretern, die das Geschehen aufklären wollte, wurde bei ihrer Ankunft in Same beschossen. Am nächsten Morgen beschuldigte der Militärkommandant der Stadt die Gruppe, sie hätte zuerst geschossen. Die Gruppe musste von Same direkt nach Dili zurückkehren. Die ausländischen Reporter stellten fest, dass in dem Gebiet bewaffnete Milizionäre die Kontrolle ausübten.

## Politik
Der Administrator des Verwaltungsamts wird von der Zentralregierung in Dili ernannt. 2014 war dies Isabel Cepeda Costa, 2015/2016 Leopoldo Barreto, der bereits 2009 für dieses Amt ernannt wurde. 2020 wurde Barreto als Administrator bestätigt. Am 9. Januar 2024 wurde Aquelino Coelho Fernandes zum Administrator ernannt.

## Wirtschaft
53 % der Haushalte in Alas verfügen über Kokospalmen, 49 % bauen Maniok an, 51 % Mais, 48 % Gemüse, 43 % Reis und 27 % Kaffee.